# Bielsko-Biała
Bielsko-Biała er en by med distriktsniveaustatus i Sydpolen i voivodskabet śląskie ved floden Biała. Oprindelig var dette to byer på hver side af floden – Bielsko og Biała – som 1. januar 1951 formelt dannede én byenhed.
- Wikimedia Commons har flere filer relateret til Bielsko-Biała